# 七松之役
七松之役（英語：Battle of Seven Pines）於1862年5月31日至6月1日爆發於美國維吉尼亞州，為南北戰爭的半島會戰中的一場戰事。

## 戰事
南軍發現北軍有兩個軍（Corps）孤立於奇克哈默尼河（Chickahominy River），遂先出擊，但組織不當，只能予北軍第六軍沉重傷亡。雙方的增援令戰事更為激烈，北軍亦終於擋住了南軍的攻擊。次日，南軍發動第二波攻勢，但成果不大。南北兩方都稱己方勝出。

## 註腳
1. 1 2  CWSAC Report Update
2. 1 2  Sears, p.147.